# Sukurrudscha
Sukurrudscha (arabisch سكرّجة, DMG sukurruǧa ‚Untertasse‘) war ein arabisches Gewichtsmaß und bedeutete so viel wie eine Tasse voll. Der Name ist persischer Herkunft. Es galt: 1 Sukurrudscha = 6 ¼ Istār. Chipman setzt dies unter Zugrundelegung der Berechnungen von Walther Hinz mit 125 Gramm gleich.